# Ian Williams (muzyk)
Ian Williams (ur. 31 sierpnia 1970 w Johnstown) – amerykański gitarzysta i klawiszowiec, współzałożyciel i od 2002 roku członek zespołu mathrockowego Battles.
Znany jest z wykorzystywania podczas gry na gitarze techniki tappingu, zarówno dwuręcznego, jak i jednoręcznego, z równoczesnym przygrywaniem drugą ręką na instrumentach klawiszowych.

## Wczesne życie i edukacja
Wychował się w Pittsburghu, a przez dłuższy czas mieszkał w także w Malawi ze względu na pracę swojego ojca (był antropologiem). Tam też ukształtowały się jego poglądy na muzykę. Po powrocie do Pittsburgha rodzice zapisali go na lekcje muzyki, ale nie był nimi szczególnie zainteresowany. W wieku 14 lat jego zainteresowania muzyczne przeszły od Black Sabbath, Kiss i AC/DC do punk rocka. Dwa lata później zaczął grać na basie i uczyć się piosenek zespołów Descendents i Black Flag.
Studiował historię i nauki polityczne na University of Pittsburgh.

## Kariera muzyczna

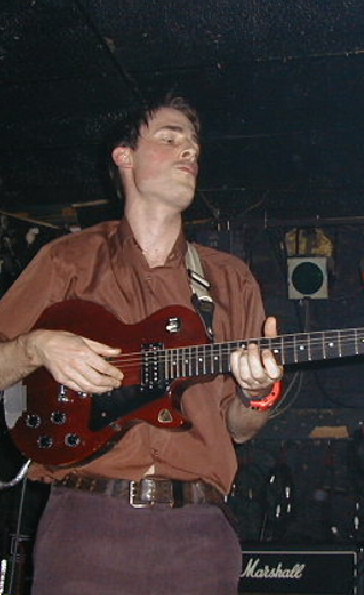
Ian Williams występujący z zespołem Don Caballero (1999)

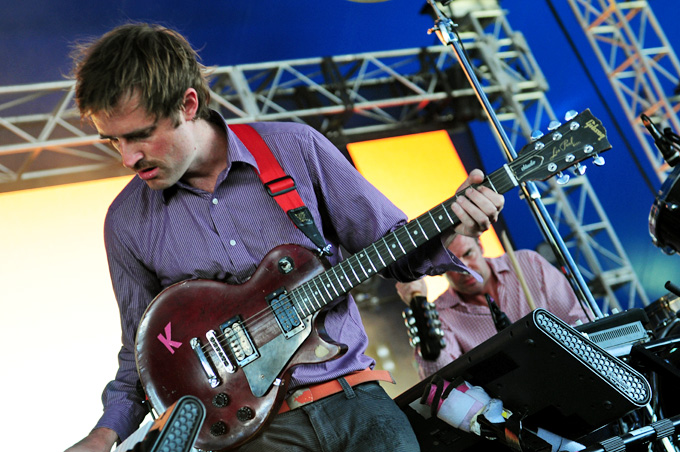
Ian Williams z zespołem Battles (2012)

W wieku 18 i 19 lat był członkiem grupy Sludgehammer jako perkusista, chociaż nie potrafił grać na perkusji. Był także wokalistą. W 1991 roku założył zespół Rocco Raco.
W 1991 roku w Pittsburghu perkusista Damon Che, gitarzysta Mike Banfield oraz basista Pat Morris założyli mathrockowy zespół Don Caballero, do którego w kolejnym roku dołączył Williams. W zespole grał na klawiszach i gitarze. Pierwszy debiutancki album zespołu, For Respect, został wydany w 1993 roku, a w 1995 roku drugi album o nazwie Don Caballero 2.
W 1997 roku wszedł do eksperymentalnego zespołu muzycznego Storm & Stres, gdzie był wokalistą i grał na gitarze elektrycznej. Z zespołem tym nagrał dwa albumy: Storm & Stress wydany na początku 1997 roku i Under Thunder and Fluorescent Lights opublikowany na początku 2000 roku.
Będąc członkiem Don Caballero wydał jeszcze dwa albumy: What Burns Never Returns w 1998 roku i American Don w 2000 roku. Na skutek napięć doszło do rozbicia zespołu. Williams przeprowadził się do Nowego Jorku, gdzie zaczął początkowo grać solowo w Knitting Factory jako I-Will. 
W 2002 roku założył wraz z perkusistą Johnem Stanierem, basistą i gitarzystą Davem Konopką oraz gitarzystą, klawiszowcem i wokalistą Tyondaiem Braxtonen zespół Battles. Debiutancki minialbum grupy, EP C, wydany został przez wytwórnię Monitor Records w czerwcu 2004 roku, a w maju 2007 roku opublikowali debiutancką płytę studyjną Mirrored, która zdobyła szerokie uznanie krytyków. W 2010 roku zespół opuścił Braxton, a w 2018 roku Konopka i od tego czasu Willimas wraz ze Stainerem zaczęli występować w Battles jako duet.
Epizodycznie wystąpił w filmie Przeboje i podboje z 2000 roku. Komponował utwory orkiestrowe. W 2018 roku zaangażował się w muzykę gospel.

## Życie prywatne
Jest żonaty z Kate, ma dwójkę dzieci. Mieszka na Brooklynie.

## Dyskografia

### Don Caballero
- For Respect(inne języki) (1993)
- Don Caballero 2(inne języki) (1995)
- What Burns Never Returns(inne języki) (1998)
- American Don(inne języki) (2000)

### Storm & Stress
- Storm & Stres(inne języki) (1997)
- Under Thunder and Fluorescent Lights(inne języki) (2000)

### Battles
- Mirrored (2007)
- Gloss Drop(inne języki) (2011)
- La Di Da Di(inne języki) (2015)
- Juice B Crypts(inne języki) (2019)